# Burg Steinenschloss
Die Burgruine Steinenschloss, auch Atzenstein, Biebermühler Schloss, Steiner Schloss genannt, liegt in der Gemarkung Thaleischweiler-Fröschen in der Südwestpfalz, oberhalb des Zusammenflusses des Schwarzbachs und der Rodalb.
Von der etwa 295 Meter über dem Meeresspiegel und 48 Meter über der Talsohle gelegenen Höhenburg aus waren die angrenzenden Täler gut überschaubar. Wegen dieser strategisch günstigen Lage diente die Burg möglicherweise als südliche Grenzburg.

## Name
Der ursprüngliche Name der um das Jahr 1100 errichteten Höhenburg ist urkundlich nicht mehr belegbar.
Im 13. Jahrhundert existierte unterhalb des Burgberges eine Siedlung namens Steinen, Steigen oder Stegen. 1564 tauchte gleichzeitig mit der Erwähnung dieser Siedlung als Wüstung in einer Niederschrift die Bezeichnung „Steiner-Schloss“ auf, aus der sich der Name „Steinenschloss“ entwickelte. Die Burg könnte möglicherweise „Atzenstein“ geheißen haben, da es einen gleichnamigen Hof in der Umgebung gab. Namenforscher verwerfen jedoch diese These.

## Beschreibung

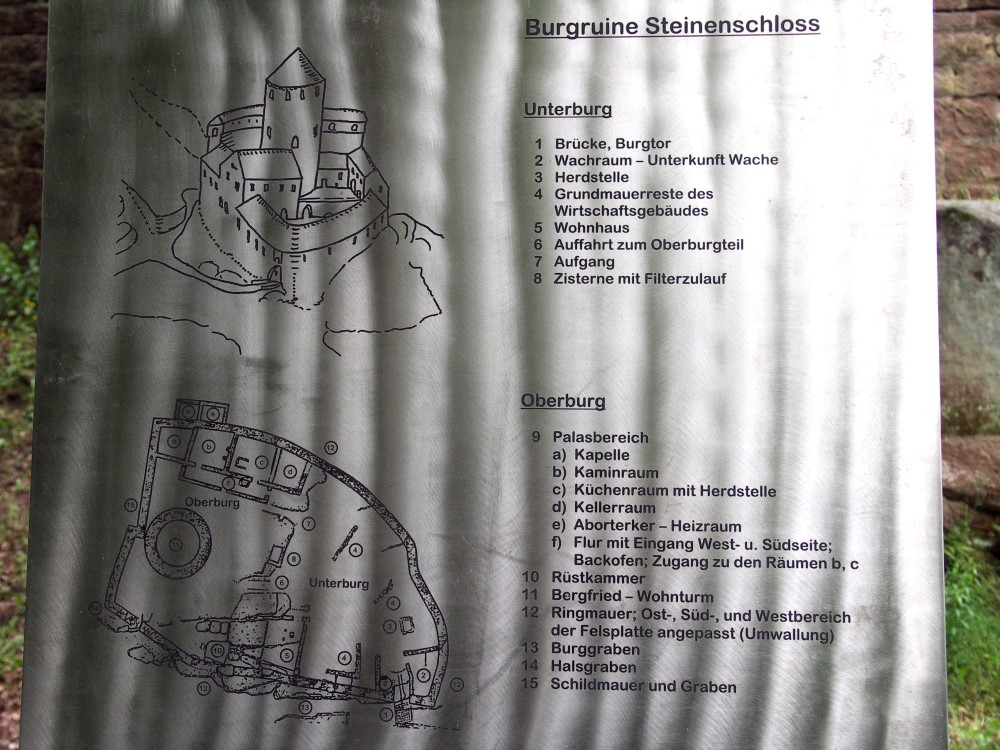
Grundriss und Beschreibung, Infotafel an der Burg

Die Burganlage hat etwa die Form eines Bügeleisens, dessen Spitze nach Süden zeigt; die Länge beträgt 70 Meter, die Breite etwa 46 Meter. Die 1,80 bis 2,50 Meter breite Umfassungsmauer besteht aus behauenen Sandsteinquadern, die teils durch Buckelquader ergänzt werden. Die auf einem Sandsteinfelsen gelegene Oberburg wird von der Unterburg durch einen Felsabsatz getrennt, in dem sich auch die Zisterne befindet.
Eine Vorburg befand sich westlich der Burganlage außerhalb der Ringmauer. Sie erstreckte sich entlang der gesamten Westseite des Grabens, nach Süden sogar noch um einige Meter weiter.
In der Unterburg befand sich neben Wirtschaftsgebäuden und vermutlich als Wachkammern genutzten Räumen auch der Burgzugang. Er bestand aus einem 2,50 Meter breiten und 3,15 Meter hohen Tor, das durch eine Zugbrücke und einen Graben gesichert wurde.
Die Oberburg ist durch einen in den Felsen gehauenen Durchgang erreichbar. Sie beherbergte die Wohngebäude, also den Palas, Küche, Abortanlagen, die Rüstkammer und einen mächtigen Rundturm, der die gesamte Burganlage dominiert. Er bringt es bei einem Innendurchmesser von 8,50 Meter mit seinen 2,50 Meter dicken Wänden auf 13,5 Meter Außendurchmesser. Dieser Turm diente wohl als Bergfried, könnte jedoch aufgrund des großen Durchmessers auch ein Wohnturm gewesen sein. Im Norden ist die Oberburg durch eine geknickte Schildmauer geschützt, die wohl in der Zeit des 12. Jahrhunderts beschädigt wurde. Ihre Westhälfte wurde während der zweiten Hälfte dieses Jahrhunderts neu errichtet, wohin dagegen der Ostteil der Mauer aus dem 11. Jahrhundert stammt.

## Geschichte
Der genaue Gründungszeitpunkt der Burg ist nicht bekannt. Grabungsfunde deuten auf Anzeichen einer Besiedelung schon in der jüngeren Steinzeit und der Hallstattzeit hin.
Nach Datierung des Mauerwerkes der vorhandenen Mauerreste fand die Gründung der Burg um das Jahr 1100 statt. Erbauer waren wohl die Grafen von Leiningen. Eine etwa einen Kilometer entfernte römische Villa diente möglicherweise als Baumaterialquelle für die spät-salische Burganlage. Etwa zwischen 1125 und 1166, also später als die Burg, entstand der wuchtige Rundturm. Er ist mit seinen salisch-staufischen Bauelementen einer der größten dieser Zeit im rheinland-pfälzischen Raum. Schon wenige Jahre danach zerstörte ein Brand die Burg; sie könnte eine der drei Saarbrücker Burgen sein, die Kaiser Friedrich Barbarossa 1168 neben der Burg Saarbrücken schleifen ließ. In einer Urkunde aus dem Jahre 1237 gilt die Burg als bereits zerstört und wurde nicht wieder aufgebaut.
Vom 13. bis 18. Jahrhundert wechselte die Burgruine mehrfach den Besitzer. Es werden aufgeführt die Grafen Leiningen-Dagsburg, Zweibrücken-Bitsch, Leiningen-Hardenburg, ab 1564 als Wüstung bezeichneter Besitz der Grafen von Leiningen-Hardenburg-Dagsberg und ab 1570 Hanau-Lichtenberg.
Im 19. Jahrhundert wurde die Ruine als Steinbruch verwendet und restlos zerstört. Die abgetragenen Steine wurden sowohl für den Hausbau in den umliegenden Gemeinden verwendet als auch 1875 zum Bau des Bahnhof Pirmasens Nord (Biebermühle) und der Bahnlinie. Die Ruine befindet sich derzeit in Staatsbesitz und steht unter der Verwaltung des Landesamtes für Denkmalpflege, Mainz.

## Grabungen, Rekonstruierung und Funde
1896/97 führte Christian Mehlis erste Grabungen durch, musste die Arbeit jedoch wegen fehlender Geldmittel wieder einstellen.
Unter der Aufsicht des Amtes für Vor- und Frühgeschichte, Speyer, fanden nach dem Zweiten Weltkrieg 1956/57 durch den Arzt L. A. Hoffmann Freilegungsarbeiten statt. Dadurch erwachte das öffentliche Interesse an der Burg, die zu dieser Zeit nur noch ein von Bäumen und Waldpflanzen überwucherter Schuttplatz war.
Im Frühjahr 1968 wurde mit den Ausgrabungsarbeiten begonnen, 1973 wurde dazu der „Burgverein Steinenschloss“ gegründet. Heute betreut der Heimatverein von Thaleischweiler-Fröschen die Grabungen und Arbeiten an der Anlage.
Inzwischen wurden Umfassungsmauer und Palasbereich samt Abortanlagen saniert, die Toranlage der Unterburg rekonstruiert und die Mauerzüge einiger Wirtschaftsgebäude wieder sichtbar gemacht. Der ab 1985 freigelegte Turm wurde ab 1989/90 mit den bis zu 1 m langen und 55 cm hohen Steinblöcken inzwischen bis auf eine Höhe von 10 Metern aufgebaut.
Die aus dem Bau- und Brandschutt der Ruine geborgenen Fundstücke reichen von Keramikscheiben und Spielsteinen aus Sandstein oder Hirschgeweih über Werkzeuge und Waffenteile aus Eisen bis zu Türgriffen und Schlüsseln. Auch vergoldete Bronze-Zierbeschläge kamen zum Vorschein; dazu ein Doppeladler aus vergoldeter Bronze, wahrscheinlich ebenfalls ein Zierbeschlag. Außerdem wurde ein aus Stein gearbeitetes Werkstück mit einem rundbogigen Schlitzfenster geborgen. Bei der Freilegung des westlichen Außenbereichs wurde ein muschelartiges Wahrzeichen entdeckt.
Die bereits erfolgten umfangreichen Restaurierungs- und Freilegungsarbeiten vermitteln eine Vorstellung vom Aussehen der ehemaligen Burg.